# Reinhold Schraps
Heinrich Reinhold Schraps (* 3. August 1833 in Lucka; † 14. März 1917 in Dresden) war ein deutscher Jurist und Politiker.

## Leben und Wirken
Er war der Sohn des Musikers Johann Christian Schraps, besuchte die Nikolaischule in Leipzig und studierte zwischen 1852 und 1856 dort zunächst Philologie und später Rechtswissenschaften. In den Jahren 1865 bis 1870 war er Anwalt in Dresden. Von Dezember 1865 bis zum Verbot im Juli 1866 war Schraps Herausgeber der Zeitschrift Reform. Im Jahr 1866 trat er der Sächsischen Volkspartei bei und wurde bereits ein Jahr später im Februar 1867 in den Reichstag des Norddeutschen Bundes gewählt. Er gilt daher neben August Bebel und Wilhelm Liebknecht als einer der ersten sozialdemokratischen Reichstagsabgeordneten überhaupt. Obwohl er auch 1871 noch als sozialdemokratischer Reichstagskandidat fungierte und bis 1874 sein Reichstagsmandat behielt, hatte er allerdings den 1869 erfolgten Übergang von der sächsischen Volkspartei zur SDAP nicht mitgemacht, sondern blieb ein bürgerlicher Demokrat. In den frühen 1870er Jahren stimmte er im Reichstag mit der Deutschen Volkspartei. Seit 1870 arbeitete er als Anwalt zunächst in Crimmitschau und seit 1904 in Dresden.